# Windischbuch
Windischbuch ist ein Stadtteil der Stadt Boxberg im Main-Tauber-Kreis im Nordosten des Landes Baden-Württemberg.

## Geographie

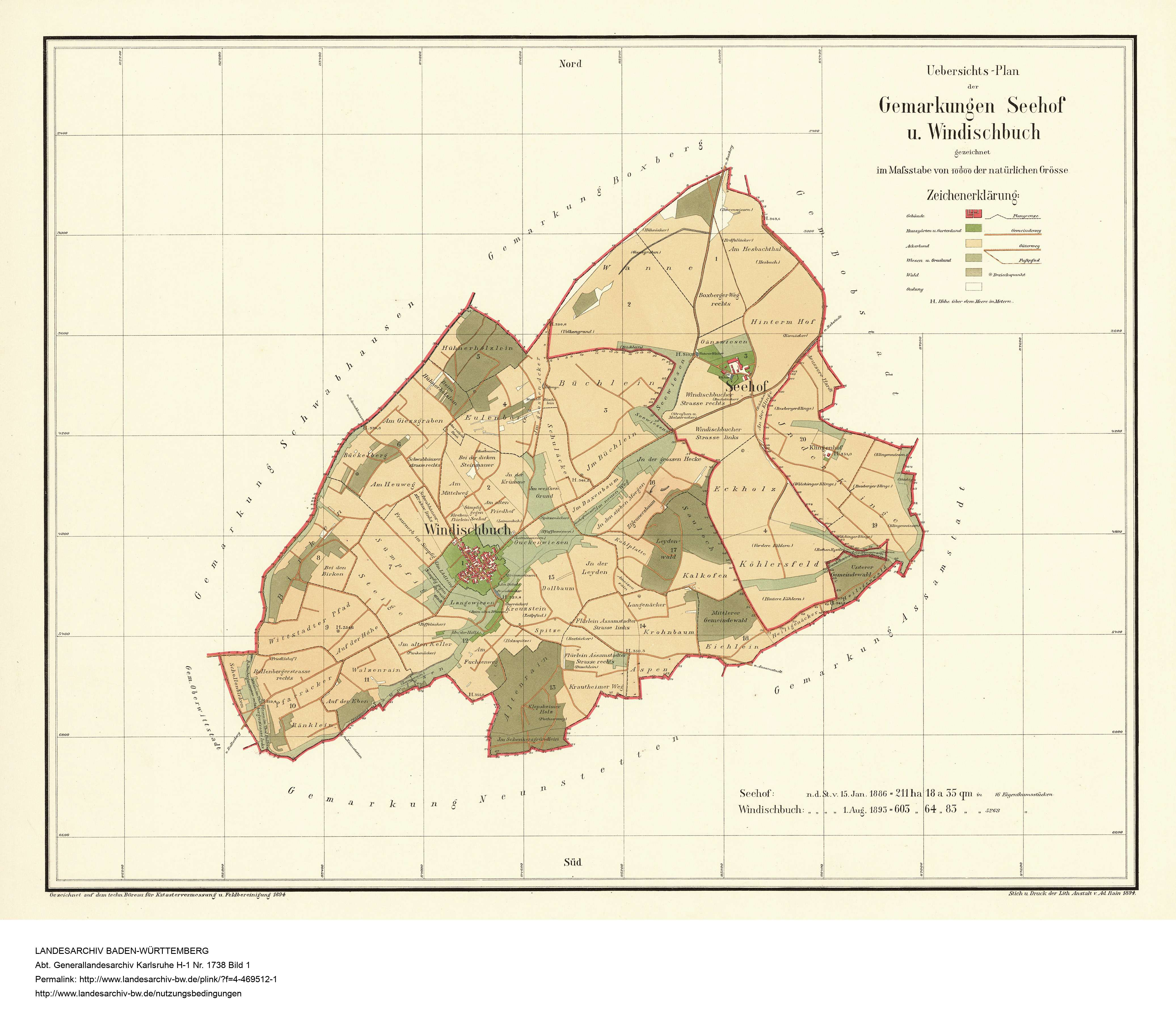
Die Gemarkung von Windischbuch, um 1894, daneben die ehemals eigenständige Gemarkung von Seehof, die in der Gemarkung Windischbuchs aufgegangen ist

### Geographische Lage
Windischbuch liegt zwischen dem Umpfertal bei Boxberg im Norden und dem Jagsttal bei Krautheim im Süden, in der Südwestecke des Main-Tauber-Kreises.
Zur ehemaligen Gemeinde Windischbuch gehören das Dorf Windischbuch (⊙), das ehemalige Hofgut Seehof (⊙) und die Wohnplätze Gewerbegebiet Am Seehof (⊙) und Schollhöfer Straße (⊙).

### Schutzgebiete
Das mit Rechtsverordnung vom 12. September 1994 ausgewiesene Wasserschutzgebiet Windischbuch/Neunstetten/Oberndorf mit der WSG-Nr. 128224 umfasst eine geschützte Fläche von 2.036,36 Hektar.

## Geschichte

### Windischbuch
Von den ersten Siedlungstätigkeiten in dieser Region zeugen Funde der Merowingerzeit.
Die offenbar schon im 7. Jahrhundert gegründete Siedlung wurde erstmals im Jahre 1252 als Buch urkundlich erwähnt. Bis heute findet sich im Ortswappen eine Buche. Im Jahre 1578 erscheint der Ort mit dem Namen Windischen Buch, was daran erinnert, dass das Dorf als wendische Siedlung entstanden ist.
Der Ort gehörte einst zur Herrschaft Boxberg und damit ab 1381 den Herren von Rosenberg. Diese veräußerten das Dorf mit dem Seehof im Jahre 1535 an die Kurpfalz, die bis 1802 die Hoheitsrechte ausübte. An die Zeit des Dreißigjährigen Krieges erinnert bis heute das Schwedenkreuz am Dorfausgang.
In den Jahren 1803 bis 1806 gehörte Windischbuch zum Fürstentum Leiningen, anschließend zum Großherzogtum Baden. Bis zur 1. Hälfte des 20. Jahrhunderts war Windischbuch ein landwirtschaftlich geprägter Ort mit dem fürstlich-leiningenschen Pachtgut in Seehof. Am 1. Januar 1973 wurde Windischbuch in die Stadt Boxberg eingemeindet.

### Seehof
Ab 1864 wird die ehemalige Gemeinde Seehof zu Windischbuch gezählt.
Bereits im 13. Jahrhundert wurde das Hofgut Seehof gegründet. Das seit 1970 größtenteils leerstehende Hofgut wurde im Jahre 2004 von der Stadt Boxberg aufgekauft und umgestaltet, um das denkmalgeschützte Gesamtareal vor dem Zerfall zu bewahren. Nach dem Umbau des Verwaltergebäudes (2004–2005) zu einem Bürogebäude wurde das Gesindehaus (2006–2007) fast komplett neu und originalgetreu aufgebaut, bevor in der alten Scheune (2008–2009) und den Stallungen moderne Seminar-, Gemeinschafts- und Ausstellungsräume entstanden.

### Einwohnerentwicklung
Die Bevölkerung von Windischbuch entwickelte sich wie folgt:
| Jahr | Gesamt |
| ---- | ------ |
| 1961 | 386    |
| 1970 | 374    |
| 2014 | 354    |

## Kultur und Sehenswürdigkeiten
- Katholische Kirche St. Elisabeth

## Wirtschaft und Infrastruktur

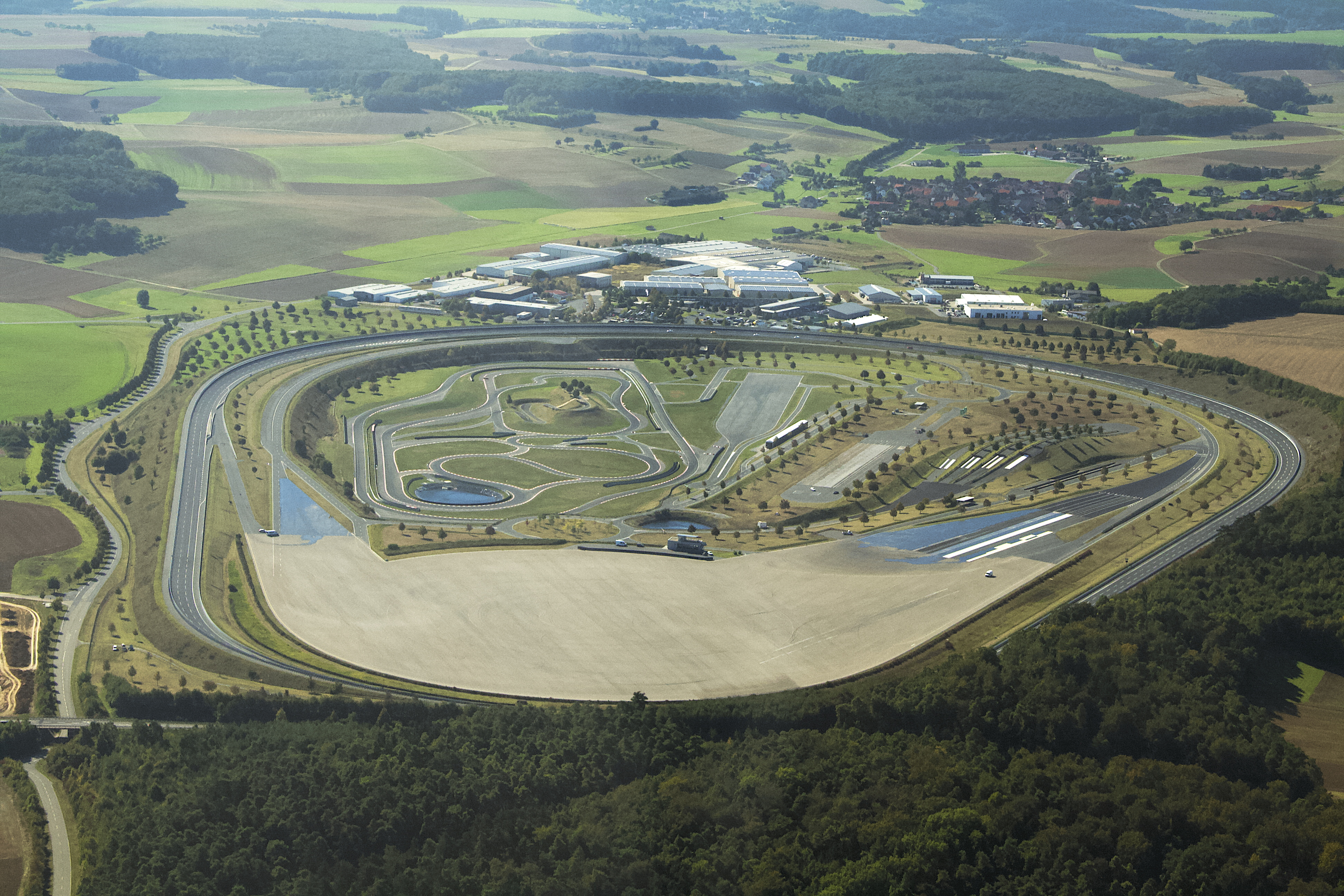
Luftbild des Testzentrums der Robert Bosch GmbH in Boxberg-Windischbuch

### Teststrecke
Die Robert Bosch GmbH betreibt in Windischbuch eine 94 ha große Teststrecke im Gewerbegebiet Seehof.

### Ansässige Unternehmen
Die weltweit tätige Systemair-Gruppe betreibt in Windischbuch einen Produktionsstandort mit über 350 Mitarbeitern.

### Verkehr
Windischbuch ist über die L 514 zu erreichen.